# Sestigers

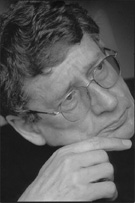
André P. Brink en 1999.

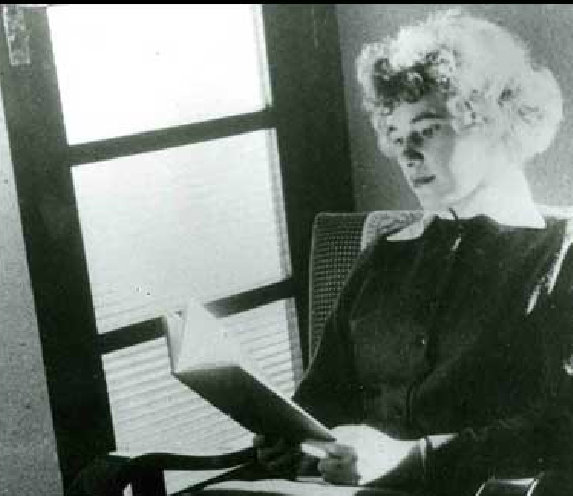
Ingrid Jonker en 1956

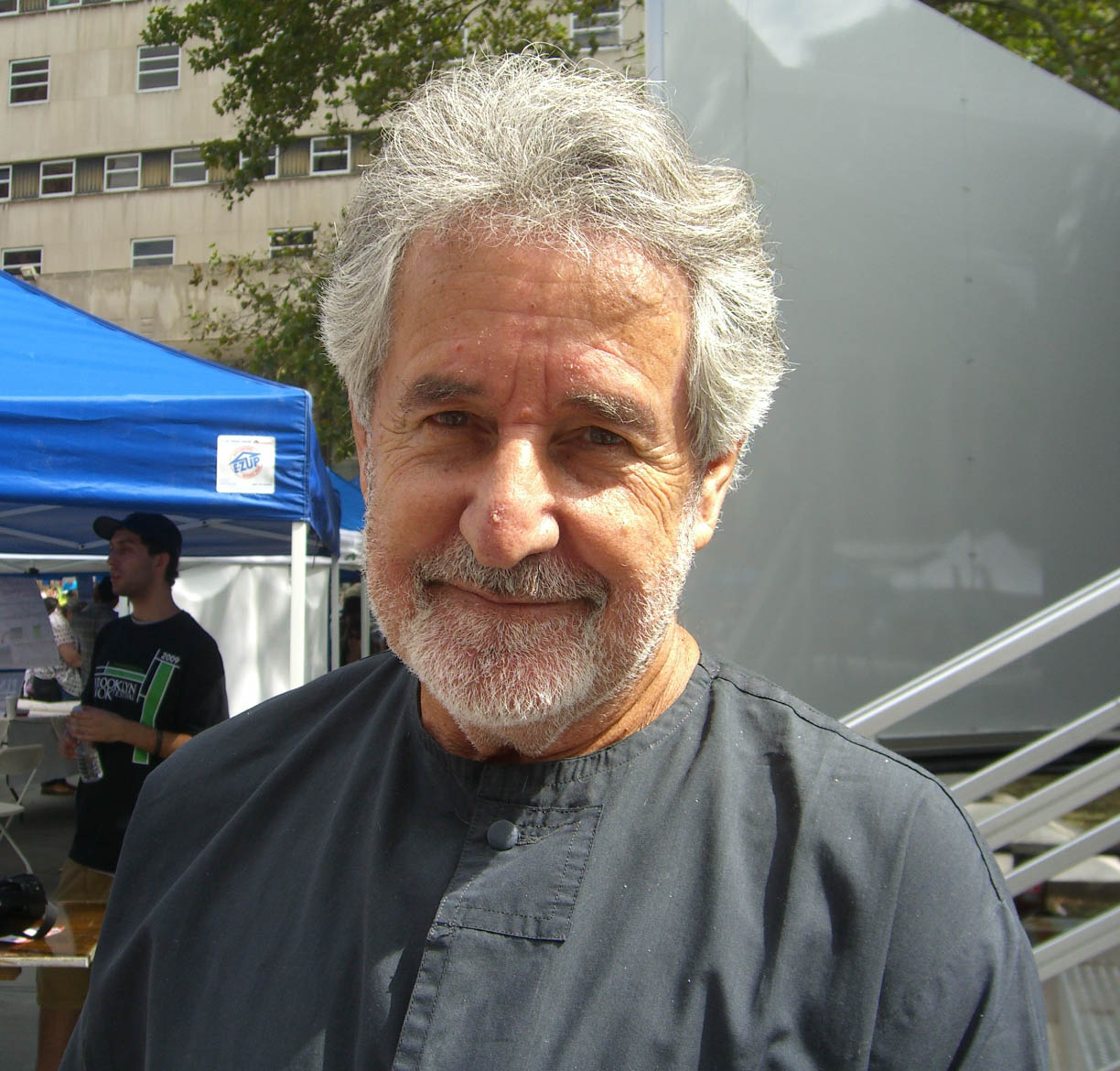
Breyten Breytenbach en septembre 2009 au Brooklyn Book Festival

Les Sestigers, aussi connu comme Beweging van Sestig, (le mouvement des années soixante), était un groupe d'influents écrivains en langue  afrikaans dans les années 1960, lancé par André Brink et Breyten Breytenbach et qui comprenait également Reza de Wet, Étienne Leroux, Jan Rabie, Ingrid Jonker, Adam Small, Bartho Smit, Chris Barnard, Hennie Aucamp, Dolf van Niekerk, Abraham H. de Vries et Elsa Joubert.
Les Sestigers ont cherché à élever l'afrikaans au rang de langue littéraire et à l'utiliser comme moyen d'affirmer leurs convictions dissidentes face au pouvoir dominé par le parti nationaliste afrikaner extrémiste et suprématiste blanc, et face notamment aux politiques ségrégationniste d'apartheid et aux procédés de censure de ce parti nationaliste en Afrique du Sud,. La langue et la culture afrikaans semblaient, avant les actions de ce groupe, intimement liées au régime répressif au pouvoir qui érigeait une législation d'apartheid. Les membres des Sestigers ont souvent dû s'exiler. Ce groupe d'auteurs était notamment influencé par la littérature française.